# コディ・クリスチャン
コディ・クリスチャン（Cody Christian、1995年4月15日 - ）は、アメリカ合衆国の俳優。

## 出演作品
- プリティ・リトル・ライアーズ（マイク・モンゴメリー）
- キル・ザ・ギャング 36回の爆破でも死ななかった男
- アサシネーション・ネーション（2018年、ジョニー）
- ファイナルファンタジーVII リメイク（2020年、クラウド・ストライフ）